# سيث جونز
سيث جونز (بالإنجليزية: Seth Jones)‏ (و. 1994  م) هو لاعب هوكي الجليد، من الولايات المتحدة، ولد في أرلينغتون، تكساس، مركز لعبه هو مدافع ‏.

## روابط خارجية
- سيث جونز على موقع دوري الهوكي الوطني (الإنجليزية)
- سيث جونز على موقع EliteProspects.com (الإنجليزية)
- سيث جونز على موقع Eurohockey.com (الإنجليزية)
- سيث جونز على موقع HockeyDB.com (الإنجليزية)
- سيث جونز على موقع Hockey-Reference.com (الإنجليزية)